# Список произведений Тихона Хренникова (по опусам)
В этом списке представлены произведения Тихона Хренникова в том порядке, в каком их пронумеровал сам композитор.
Помимо пронумерованных произведений, в списке даны сочинения без опусов по годам.

## Произведения по опусам
| Opus | Название произведения | Время написания | Дата первого исполнения и исполнитель | Первое издание                          |
| ---- | --- | --------------- | --- | --------------------------------------- |
| 1    | Концерт для фортепиано с оркестром № 1 F-dur в четырёх частях: 1. Allegro 2. Andante 3. Allegro 4. Andante. Allegro molto | 1932-1933       | 21 июня 1933, Москва. Солист автор, дирижёр Н. Аносов                                                                                              | 1964, издательство Музыка               |
| 2    | Пять пьес для фортепиано: 1. Vivace 2. Andante con moto 3. Moderato 4. Andante 5. Allegro | 1933            | 20 ноября 1933, автор | ?                                       |
| 3    | Сюита из музыки к спектаклю «Мик» для малого симфонического оркестра и голоса: 1. Вступление 2. Песня фашиста, сторожа зверинца 3. Танец 4. Перед казнью 5. Песня о бочкe 6. Танец фашистских полицейских 7. Песенка дочери фашистского министра 8. Марш 9. Вальс 10. Антифашистская песня «Близок день» 11. Песня Ехидны, хозяйки фашистского зверинца     | 1934            | весна 1934, Москва. Оркестр под управлением Л. Пятигорского, солистка В. Духовская.                                                                | 1934, издательство Музыка               |
| 4    | Симфония № 1 B-moll в трёх частях: 1. Allegro non troppo 2. Adagio. Molto espressivo 3. Allegro molto. | 1934-1935       | 10 октября 1935, Москва, Большой зал консерватории. Симфонический оркестр Всесоюзного радиокомитета. Дирижер Г. Себастьян                          | ?                                       |
| 5    | Три пьесы для фортепиано: 1. Портрет 2. Похороны 3. Танец | 1934-1935       | весна 1935, Москва, автор | ?                                       |
| 6    | Три романса на стихи А. С. Пушкина для голоса и фортепиано: 1. «Не пой, красавица, при мне…» 2. Зимняя дорога («Сквозь волнистые туманы») 3. «Я здесь, Инезилья» | 1935            | 1935, Москва, В. Духовская в сопровождении автора.                                                                                                 | ?                                       |
| 7    | Сюита из музыки к спектаклю «Много шума из ничего» для симфонического оркестра и голоса: 1. Приезд дона Педро 2. Серенада Клаудио 3. Первый танец 4. Второй танец 5. Вальс 6. Серенада Борахио 7. Бенедикт ищет Клаудио 8. Песенка Клаудио и Бенедикта 9. Третий танец 10. Серенада 11. Песня Борахио и Конрада (песня пьяных) 12. Финальный танец и Финал. | 1936            | | 1969, издательство Музыка               |
| 8    | «В бурю», опера в 4-х действиях, 6-ти картинах. Либретто А. М. Файко и Н. Е. Вирты по роману Н. Е. Вирты «Одиночество». Посвящается В. И. Немировичу-Данченко. | 1936-1939       | 7 октября 1939, Московский музыкальный театр им. В.И.Немировича-Данченко. Постановка В. Немирович-Данченко, Дирижер Е. Акулов. Художник Б. Волков. | 1951, издательство Музыка               |
| 9    | Симфония № 2 C-moll в четырёх частях: 1. Allegro con fuoco 2. Adagio 3. Allegro molto 4. Allegro marciale. | 1940-1942       | 10 января 1943, Москва, Колонный зал Дома союзов. Симфонический оркестр Всесоюзного радио. Дирижер Н. Голованов.                                   | 1950, издательство Музыка               |
| 10   | Сюита из музыки к спектаклю «Дон Кихот»: 1. Танец одалисок 2. Песенка Антонии 3. Серенада 4. Возвращение Самсона 5. Песня гуляк 6. Баллада 7. Песня погонщиков мулов 8. Марш герцога. | 1940-е          | ? | ?                                       |
| 11   | Пять песен на стихи Р. Бернса, в переводе С. Маршака для голоса и фортепиано: 1. Застольная («Забыть ли старую любовь?») 2. Лучший парень 3. «Что делать девчонке?» 4. «Ты меня оставил, Джемми» 5. «В полях под снегом и дождем…» | 1942            | ? | 1954, издательство Советский композитор |
| 12   | «Фрол Скобеев» («Безродный зять»), опера в 2-х действиях, 6-ти картинах. Либретто С. Ценина по пьесе А. Аверкиева «Комедия о российском дворянине Фроле Скобееве и стольничей Нардын-Нащокина дочери Аннушке» | 1945-1950       | 24 февраля 1950, Музыкальный театр им. К. С. Станиславского и В. И. Немировича-Данченко. Режиссер А. Попов. Дирижер С. Самосуд. Художник Б. Волков | ?                                       |
| 13   | «Мать», опера в 4 действиях, 8 картинах на либретто А. М. Файко по одноименному роману М. Горького | 1950-1957       | 26 октября 1957, Большой театр. Режиссер Н. Охлопков. Дирижер Б. Хайкин. Художник Б. Волков                                                        | 1956, издательство Музыка               |
| 14   | Концерт для скрипки с оркестром № 1 C-dur в трёх частях: 1. Allegro con brio 2. Andante espressivo 3. Allegro agitato | 1958-1959       | 21 октября 1959, Москва. Солист Л. Коган, Большой симфонический оркестр Всесоюзного радио и телевидения, дирижер К. Кондрашин                      | 1972, издательство Советский композитор |
| 15   | «Сто чертей и одна девушка», оперетта в 3 действиях, 6 картинах, по пьесе Е. Шатуновского и на его же либретто | 1961-1963       | 16 мая 1963, Московский театр оперетты. Режиссер В. Канделаки. Художник Г. Кигель. Дирижер Г. Столяров.                                            | ?                                       |
| 16   | Концерт для виолончели с оркестром № 1 C-dur в трёх частях: 1. Прелюдия. Andante (alla breve) 2. Ария. Andante espressivo 3. Соната. Allegro con fuoco | 1964            | 21 октября 1964, Москва. Солист М. Ростропович, Большой симфонический оркестр Всесоюзного радио и телевидения, дирижер Г. Рождественский           | ?                                       |
| 17   | «Белая ночь», музыкальная хроника в 2 частях, десяти картинах с прологом и финалом по пьесе Е. Шатуновского и на его же либретто | 1965-1967       | 23 ноября 1967, Московский театр оперетты. Режиссер Г. Ансимов. Дирижер Э. Абусалимов                                                              | 1972, издательство Советский композитор |
| 18   | «Мальчик-великан», опера-сказка 3 действиях, на либретто Наталии Сац и Николая Шестакова, по пьесе "Мик" Н. Шестакова | 1969            | 19 декабря 1969, Московский государственный детский музыкальный театр. Режиссер Н. Сац, художник Н. Хренникова, дирижер Л. Гершкович.              | ?                                       |
| 19   | «Наш двор», балет в 1 действии, на либретто Наталии Сац и Николая Шестакова, по пьесе "Мик" Н. Шестакова | 1970            | 29 ноября 1970, Большой театр. Постановка Н. Касаткиной и В. Василёва, художник Н. Хренникова, дирижер Р. Вартаньян.                               | 1975, издательство Советский композитор |
| 20   | Три поэмы на стихи Н. Некрасова для хора a capella: 1. Перед дождем 2. Несжатая полоса 3. Внимая ужасам войны | 1970            | 1970, Москва. Государственная республиканская академическая русская хоровая капелла, дирижёр А. Юрлов.                                             | 1985, издательство Музыка               |
| 21   | Концерт для фортепиано с оркестром № 2 C-dur в 3 частях: 1. Интродукция. Moderato 2. Соната. Allegro con fuoco 3. Рондо. Giocoso | 1971-1972       | 8 февраля 1972, Москва. Солист автор, Государственный академический симфонический оркестр СССР, дирижер Е. Светланов                               | ?                                       |
| 22   | Симфония № 3 A-dur в 3 частях: 1. Фуга 2. Интермеццо 3. Финал | 1973            | 10 марта 1974, Москва. Государственный академический симфонический оркестр СССР, Дирижер Е. Светланов.                                             | 1975, издательство Музыка               |
| 23   | Концерт для скрипки с оркестром № 2 С-dur в 3 частях: 1. Allegro con fuoco 2. Moderato 3. Allegro moderato | 1975            | 24 декабря 1975, Ярославль. Солист Л. Коган, Ярославский симфонический оркестр, дирижер В. Барсов                                                  | 1977, издательство Музыка               |
| 24   | «Любовью за любовь», балет в 2 действиях по пьесе У. Шекспира «Много шума из ничего» | 1975            | 30 января 1976, Большой театр. Постановка Б. Покровского и В. Боккадоро. Дирижер А. Копылов                                                        | 1977, издательство Музыка               |
| 24b  | Сюита из музыки к балету «Любовью за любовь»: 1. Увертюра 2. Прибытие гостей 3. Адажио 4. Заговор 5. Сцена 6. Финал — Гимн любви | 1976            | ? | ?                                       |
| 25   | «Гусарская баллада», балет в 3 действиях по комедии в стихах А. Гладкова | 1977-1978       | 3 апреля 1979, Ленинградский театр оперы и балета им. Кирова (Мариинский театр). Постановка Д. Брянцева и О. Виноградова. Дирижер В. Гергиев       | 1982, издательство Музыка               |
| 26   | Три пьесы для скрипки с оркестром: 1. Дифирамб 2. Интермеццо 3. Танец | 1978            | 24 июля 1978, Вена, Австрия. Солист И. Ойстрах, дирижёр Е. Светланов                                                                               | 1984, издательство Советский композитор |
| 27   | «Доротея», комическая опера в 2 действиях на либретто Я. Халецкого по пьесе Шеридана «Дуэнья» | 1983            | 26 мая 1983, Московский музыкальный театр им. Станиславского и Немировича-Данченко. Режиссер И. Шароев. Дирижер В. Кожухарь                        | 2005, издательство Музыка               |
| 28   | Концерт для фортепиано с оркестром № 3 C-moll в трёх частях: 1. Moderato. Allegro 2. Moderato 3. Allegro molto | 1983            | 10 апреля 1983, Москва. Солист автор, дирижёр Е. Светланов                                                                                         | 1984, издательство Советский композитор |
| 29   | «Золотой теленок», комическая опера в 2 действиях на либретто Я. Халецкого по одноименному роману Ильфа и Петрова | 1984            | 20 марта 1985, Московский музыкальный театр им. Станиславского и Немировича-Данченко. Режиссер И. Шароев. Дирижер В. Кожухарь                      | 1987, издательство Музыка               |
| 30   | Концерт для виолончели с оркестром № 2 в двух частях: 1. Adagio 2. Con moto | 1986            | 1 апреля 1986, Москва. Солист М. Хомицер, дирижёр Е. Светланов                                                                                     | 1989, издательство Советский композитор |
| 31   | «Голый король», комическая опера в 2 действиях на либретто Р. Рождественского по одноименной пьесе Е. Шварца | 1988            | 30 апреля 1988, Малый театр оперы и балета, Ленинград. Режиссер С. Гаудасинский, дирижер В. Кожин.                                                 | ?                                       |
| 32   | Три сонета У. Шекспира для баритона и фортепиано: 1. Сонет № 112 2. Сонет № 55 3. Сонет № 81 | 1988            | ? | ?                                       |
| 33   | Струнный квартет № 1 в четырёх частях: 1. Прелюдия 2. Интермеццо 3. Печальный танец 4. Фуга | 1988            | 12 декабря 1990, Кальтаниссетта, Италия | 1989, издательство Советский композитор |
| 34   | Соната для виолончели и фортепиано в трёх частях: 1. Andantino maestoso 2. Andante molto espressivo 3. Allegro con fuoco | 1989            | А. Шелудяков - фортепиано, К. Родин - виолончель                                                                                                   | 1991, Edition Peters                    |
| 35   | 5 пьес для духовых деревянных инструментов: 1. Тарантелла для флейты соло 2. Жалостливая песня для гобоя соло 3. Соло для кларнета 4. Размышление для фагота соло 5. Юмореска | 1990            | ? | ?                                       |
| 36   | Три поэмы для хора a capella на стихи А. Некрасова: 1. Молебен 2. Дни идут… 3. Гимн | 1990            | ? |                                         |
| 37   | Концерт для фортепиано со струнным оркестром и ударными № 4 в двух частях: 1. Moderato. Allegro 2. Moderato giocoso | 1991            | Солист А. Шелудяков, Камерный оркестр АРКО, дирижёр Л. Амбарцумян                                                                                  | 1995, Издательство Композитор           |
| 38   | Пять пьес для фортепиано (не завершены, написаны только 2 пьесы): 1. Andante espressivo 2. Moderato | 1991            | не исполнялись | не издано                               |
| 39   | Пять романсов на стихи И. Бунина: 1. Зимний вечер 2. Бегущие мгновения 3. Вальс 4. Долгая ночь 5. Петух на церковном кресте | 1992            | ? | 1993, издательство Музыка               |
| 40а  | Струнный квартет № 2 (не завершён, написана только первая часть) 1. Allegro | 1993            | не исполнялось | не издано                               |
| 40   | «Наполеон Бонапарт», балет в 2 действиях на либретто А. Белинского и А. Петрова, по мотивам исторической хроники | 1994            | 3 октября 1995, Государственный Кремлевский дворец. Постановка А. Петрова, художник С. Бенедиктов, дирижер П. Овсянников                           | 2003, издательство Музыка               |
| 41   | «Капитанская дочка», балет в 2 действиях по одноименной повести А. С. Пушкина. | 1999            | 4 июня 1999, Центральный детский музыкальный театр, Омск. Постановка Г. Ковтуна, дирижер Э. Розен                                                  | ?                                       |
| 42   | Шесть детских пьес для фортепиано: 1. Тоска по другу 2. Решимость 3. Первый поцелуй 4. Песенка 5. Фугато 6. Догонялки | 2002            | ? | 2003, издательство Музыка               |

## Произведения без опусов
- 15 пьес для фортепиано в 4 руки[15]
- 23 пьесы для фортепиано[16]
- 1931 — Струнный квартет в двух частях:

1. Andante
2. Finale. Vivace

- 1932 — Соната для скрипки и виолончели в двух частях:

1. Andantino
2. Vivace

- 1932 — Вокализ для сопрано и струнного квартета
- 1932 — Партита для струнного квартета в четырёх частях (рукопись утеряна)
- 1932 — Дуэт «Тришкин кафтан» для мужского и женского голосов и фортепиано
- 1935 — Романс «Березка» на стихи С. Есенина для голоса и фортепиано
- 1936 — Музыка к спектаклю «Много шума из ничего» по комедии У. Шекспира (Театр имени Вахтангова)
- 1937 — Музыка к спектаклю «Без вины виноватые» по пьесе А. Н. Островского (Театр имени Вахтангова)
- 1937 — Музыка к спектаклю «Я сын трудового народа» по пьесе В. Катаева (Театр имени Вахтангова)
- 1938 — Музыка к кинофильму «Борьба продолжается» по пьесе Ф. Вольфа «Троянский конь» (Союздетфильм)
- 1940 — Музыка к спектаклю «Романтики» по пьесе Э. Ростана (Центральный детский театр)
- 1940 — Песня «Три пана» на стихи А. Раскина и М. Слободского для голоса и фортепиано
- 1941 — Музыка к кинофильму «Свинарка и пастух» (Мосфильм)
- 1941 — Музыка к спектаклю «Дон-Кихот» по пьесе М. Булгакова (Театр имени Вахтангова)
- 1941 — Песни: «Вороны фашистские будут перебиты» на слова С. Алымова, «Воевать мы мастера» на слова В. Лебедева-Кумача, «Песня о московской девушке» на слова А. Барто, «Песня о дружбе» на слова А. Барто, «Голландская антифашистская песня» на слова Б. Балаш для голосов, хоров и фортепиано
- 1942 — Песни: «Прощание» на стихи Ф. Кравченко для меццо-сопрано и фортепиано, «Есть на севере хороший городок» на слова В. Гусева для хора и фортепиано, «Новогодняя» на слова Е. Шатуновского для голоса и фортепиано, «Все за Родину» на слова В. Гусева для хора и фортепиано, «Уральцы бьются здорово» на слова А. Барто для хора и фортепиано.
- 1942 — Музыка к спектаклю «Давным-давно» по пьесе в стихах А. Гладкова (Театр Красной армии)
- 1943 — Песни для хора и фортепиано: «Песня Советского Союза» на слова В. Гусева, «Песня лучинцев» на слова Ромашова, «Песня о летчике» на слова братьев Тур
- 1944 — Песни для голоса и фортепиано: «Песня о песне» на слова В. Тихонова, «Ждем домой» на слова Г. Славина
- 1944 — Музыка к кинофильму «В 6 часов вечера после войны» (Мосфильм)
- 1944 — Музыка к спектаклю «День рождения» (Театр Красной армии)
- 1944 — Музыка к спектаклю «Офицер флота» по пьесе А. Крона (МХАТ)
- 1945 — Песня «Письмо другу» на слова Б. Левани для голоса и фортепиано
- 1947 — Музыка к кинофильму «Поезд идет на Восток» (Мосфильм)
- 1951 — Музыка к кинофильму «Донецкие шахтеры» (Киностудия им. Горького)
- 1951 — Музыка к кинофильму «Кавалер Золотой Звезды» (Мосфильм)
- 1953 — Музыка к кинофильму «Верные друзья» (Мосфильм)
- 1958 — Музыка к кинофильму «Капитанская дочка» (Мосфильм)
- 1960 — Песня «Московские окна» на слова М. Матусовского для голоса и фортепиано, «Утренняя песня» на слова Я. Халецкого для голоса и фортепиано.
- 1962 — Музыка к кинофильму «Гусарская баллада» (Мосфильм)
- 1964 — Песня «Наша советская страна» для хора и фортепиано
- 1965 — Музыка к кинофильму «Товарищ Арсений» (Киностудия им. Горького)
- 1965 — Музыка к спектаклю «Умные вещи» по сказке С. Маршака (Малый театр)
- 1967 — Музыка к кинофильму «Пароль не нужен» (Киностудия им. Горького)
- 1969 — Музыка к кинофильму «Трое» (Киностудия им. Горького)
- 1972 — «Много шума… из-за сердец», комическая опера в двух действиях на либретто Б. Покровского по комедии У. Шекспира «Много шума из ничего»
- 1972 — Музыка к кинофильму «Руслан и Людмила» (Мосфильм)
- 1974 — Музыка к спектаклю «Фуэнте Овехуна» по пьесе Лопе Де Вега
- 1976 — Музыка к кинофильму «Додумался, поздравляю!» (Мосфильм)
- 1978 — Музыка к телефильму «Дуэнья» (ТО «Экран»)
- 1978 — Музыка к телефильму «Время выбрало нас» (Беларусьфильм)
- 1979 — Музыка к телефильму «Антарктическая повесть» (Мосфильм)
- 1980 — Музыка к телефильму «Копилка» Киностудия им. Довженко
- 1982 — Музыка к телефильму «Операция на сердце» (Главная редакция литературно-драматических программ ЦТ)
- 1983 — Музыка к кинофильму «Любовью за любовь» (Мосфильм)
- 1983 — Сюита из музыки к балету «Гусарская баллада»
- 1996 — Песня «Живи, Елец!» для хора и фортепиано
- 1999 — Музыка к кинофильму «Два товарища» (Киностудия «Союз»)
- 2000 — Два дуэта на стихи Наапета Кучука (перевод Г. Митина) для сопрано и тенора:

1. «Великолепна ты»
2. «О, яхонт мой»

- 2001 — «Чудеса, да и только!», мюзикл в двух действиях по сказке «Умные вещи» С. Маршака
- 2001 — Хор «Вечерняя заря» на слова Л. Модзалевского
- 2002 — Три песни на стихи Ю. Энтина для голоса и фортепиано:

1. Песня Елены Прекрасной
2. Песня Русалочки
3. Песенка Тимохи

- 2003 — «Песня кроликов» на слова В. Рябова для голоса и фортепиано
- 2003 — «В 6 часов вечера после войны», мюзикл в двух действиях
- 2004 — Вальс «Татьянин день» для симфонического оркестра к 250-летию МГУ им. Ломоносова